# Цзі Кан
Цзі Кан (嵇康, 223 —263) — письменник, поет, музика, художник, вчений часів Трицарства, один з «Семи мудрих з бамбукового гаю».

## Життєпис
Народився у 223 році поблизу сучасного м. Шан'юй (провінція Чжецзян). Рано втратив батька. Отримав гарну освіту, особливо вивчав трактати з даосизму. Став шанувальником Лао-цзи та Чжуан-цзи. Згодом переїхав до двору держави Вей.
Тут активно виступав проти конфуціанських догм, пропогуючи ідеї Лао-цзи. Водночас виступав з критикою впливового політика та військовика Сима Чжао. Літературна діяльність Цзі Кана сприяла величезній популярності автора. Водночас спричинив конфлікт з Сима Чжао, який приговорив його до страти. Спроба 3 тисяч студентів, які звернулися з листом до Сима Чжао, не допомогла врятувати Цзі Кана, якого було страчено у 263 році. Перед смертю виконав свою пісню «Гуаньлін сан», акомпонуючи на лютні (цині).

## Літературна діяльність
Був автором 4 од та 53 віршів. Близько половини віршів чотиристопні. Гострота його суджень слабко прихована за туманними натяками і недомовками. Аристократів, які прийшли до влади разом з домом Сими І, він називав «личинками і п'явками», а себе порівнював з «феніксом» і «священної черепахою», символом довголіття. Відомі вірші «Поезія про безсмертних», «Прихована образа», «Два Го». Оди писан у жанрі фу: «Цін», «Вино», «Шовкопряд», «Хуайхон».
Серед його робіт прозою «Есе про живільність життя», «Стосовно відсутності почуттів у музиці», «Міркування про індивідуальність», «Головні заповіти».
Цзі Кан створив низку сольних музичних п'єс для цін (китайської лютні).

## Мистецтво
Дотепер не дійшло жодної картини Цзі Кана. Але він стояв біля витоків китайської національної живопису і, можна сказати, всієї середньовічної китайської традиції. Його ритуально обов'язкові прогулянки по горах і водам, крім очищаючого значення, мали важливі загальнокультурні наслідки — з них виріс найвідоміший і найбільш значний жанр китайського живопису, так і названий «шан-шуй» — «гори-води» (пейзаж). Перші праці у цьому жанрі належать Цзі Кану.
З прогулянок часу Цзі Кана пішло основоположне для китайського мистецтва двоєдність безпосереднього спостереження і умоглядного відтворення образів природи. Значення Цзі Кана позначилося і в жанрі «женьу» — «люди і речі», тобто жанрові композиції у вузькому сенсі. Картини Цзі Кана відрізнялися відомим дидактизмом. Він не наслідував нормативним конфуціанським моделям і не давав в ілюстрації пороків і чеснот в особах, але, зображуючи близьких йому «славних мужів», що віддаються чистим бесідам або безтурботно веселяться за глечиком вина, він не уникав підкреслення своїх ідеалів і пристрастей.